# Delage

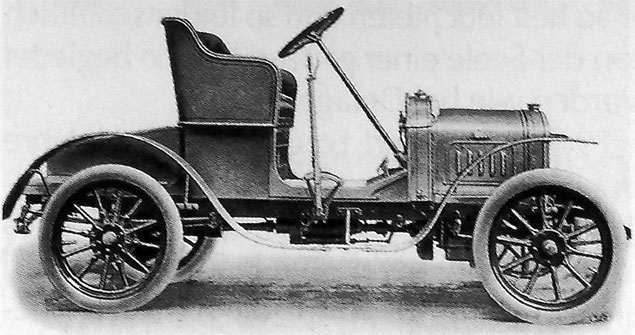
Delage tipo D.

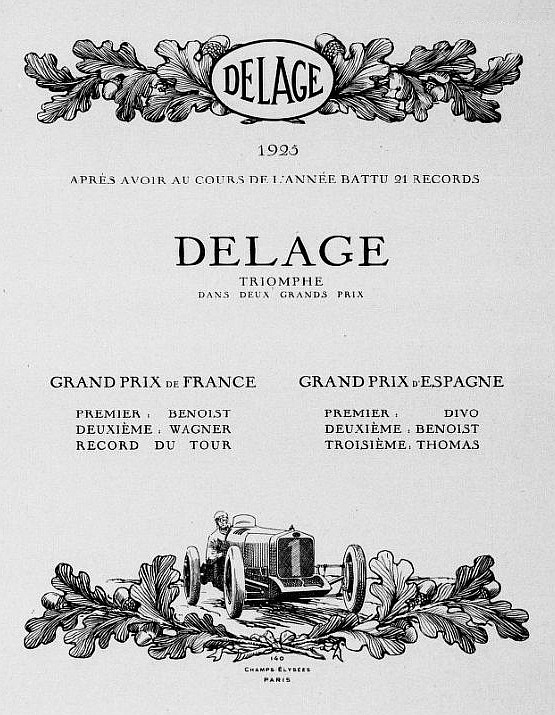
Publicidad de Delage (1925)

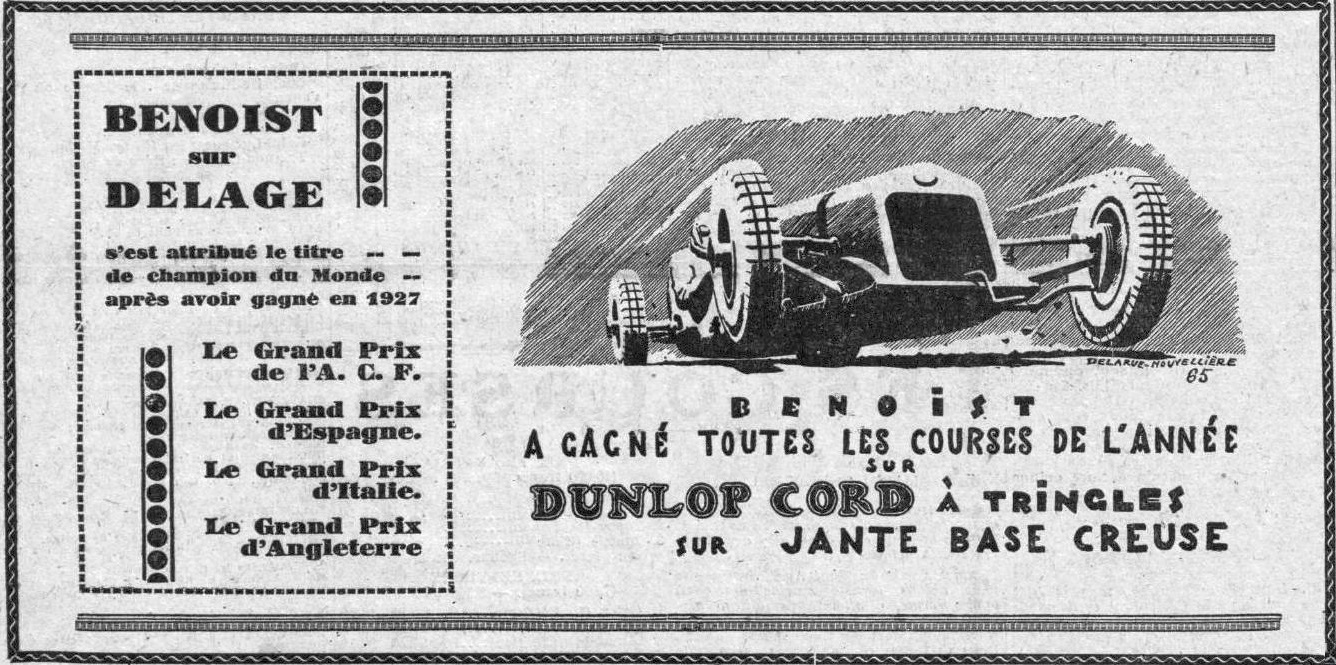
Robert Benoist y Delage, en 1927

Delage fue una compañía francesa fabricante de automóviles de lujo y deportivos,  fundada en 1905 por Louis Delâge en Levallois-Perret, cerca de París. Adquirida por Delahaye en 1935, cerró definitivamente en 1953.
El 7 de noviembre de 2019, la asociación "Les Amis de Delage", creada en 1956 y propietaria de la marca Delage, anunció la refundación de la empresa Delage Automobiles con el Delage D12.

## Primeros años
Louis Delâge fundó la compañía en 1905, para lo que pidió un préstamo de 35.000 francos y dejó su trabajo, por el que percibía 600 francos al mes.
La primera ubicación del negocio estaba en la calle Cormeilles en Levallois-Perret. La compañía al principio contaba con tan solo dos tornos y tres empleados, uno de ellos el antiguo diseñador jefe de Peugeot. Delage produjo inicialmente piezas para la marca Helbé. Con el motor De Dion-Bouton y el chasis ensamblados por Helbé, Delage solamente añadía la carrocería.
Su primer modelo fue el Tipo A, una voiturette que apareció en 1906. Estaba propulsado por un motor monocilíndrico De Dion-Bouton de 4.5 o 9 CV. Como otros constructores pioneros, Delage participó en carreras de automóviles, inscribiéndose en la Coupe de Voiturettes celebrada en Rambouillet en noviembre de 1906, con su modelo de 9 CV. Siete días de pruebas de regularidad decidieron los inscritos. Uno de los dos Delage especiales de 9CV se averió bajo la lluvia el quinto día; aunque Ménard, el otro piloto de la fábrica, alcanzaría el segundo puesto en la prueba, detrás de un Sizaire-Naudin.
En 1907 la fábrica se trasladó a la calle Baudin Levallois, donde un taller de 4000 m² permitió el crecimiento de la empresa. Los Delage bicilíndricos ese año no fueron rivales para la competencia en la Coupe des Voiturettes.
En 1908, el éxito comercial impulsó el desarrollo de la fábrica y su entrada en las carreras de Grand Prix. Aquel año, regresó el éxito deportivo: Delage ganó el Grand Prix des Voiturettes celebrado el 6 de julio. Esta prueba consistía en completar seis vueltas al circuito de Dieppe, de 76.83 km . Delage inscribió tres coches entre los 47 participantes: dos de ellos con motor De Dion-Bouton de 1242 cc, conducidos por Thomas y Lucas-Bonnard, y un tercer  diseño más radical con un motor monocilíndrico de 28 CV (construido por Nemorin Causan), pilotado por un comercial de Delage, Albert Guyot. Guyot ganó la prueba con una velocidad media de 80.1 km/h, no necesitando parar para repostar combustible. Esta vez, todos los Delage acabaron la carrera, con Thomas siendo el más rápido de los coches de dos cilindros, mientras que el equipo también se adjudicó el premio de la regularidad. Estos buenos resultados contribuyeron a que las ventas totales superasen las 300 unidades aquel año.
Delage se pasó a los motores de cuatro cilindros en 1909, al principio facilitados por De Dion y por Edouard Ballot; pero al poco tiempo la compañía ya producía sus propios motores de cuatro cilindros y válvulas laterales.
Después del aumento de las ventas, las instalaciones se quedaron pequeñas, por lo que en 1910 la fábrica se trasladó al 138 del Bulevar de Verdun, en Courbevoie. El año siguiente vio la creación de carrocerías más modernas. Hacia 1912, 350 trabajadores producían más de 1000 coches anualmente, equipados con motores de cuatro y seis cilindros con válvulas laterales.
Durante la Primera Guerra Mundial, Delage produjo municiones. La producción de coches virtualmente se paralizó, con la excepción de algunas unidades fabricadas para el Ejército. Las fábricas de Delage se volcaron por completo al esfuerzo de guerra.
Cuándo la guerra concluyó, Delage abandonó la fabricación de coches pequeños,  basando su reputación en automóviles más grandes. Primero se lanzó el modelo CO, con un motor de seis cilindros con válvulas  laterales de 4524 cc (80 por 150 mm) y 20 CV. Diseñado durante la guerra, fue el primer turismo con frenos delanteros. Fue seguido por el modelo DO, con un motor de cuatro cilindros y 3 litros.
La década de 1920 se convirtió en la primera "Época dorada" de Delage. Sus vehículos más famosos eran el DE y el DI, ambos con motores de 4 cilindros y aproximadamente 2 litros y 11 CV. También intentó competir con Hispano-Suiza, lanzando al mercado con bastante éxito el modelo GL de 30 CV y 5954 cc. A continuación vino una nueva generación de coches de seis cilindros, como el MD (3174 cc) y el DR (2516 cc), el vehículo que mejor se vendió en la historia de la marca, diseñado por el ingeniero Gaultier.
Tanto el CO como el DO se reemplazaron en 1922. El CO pasó a ser el CO2, dotado de un motor con doble sistema de válvulas en cabeza que  rendía 88 CV, mientras que el DO era sustituido por el DE, con un motor de cuatro cilindros y válvulas laterales de 2117 cc (72 por 130 mm) y, algo inusual en un coche de producción incluso en esta época, frenos en las cuatro ruedas. El CO2 completó la carrera París-Niza en 16 horas, a una velocidad media de 67 km/h.

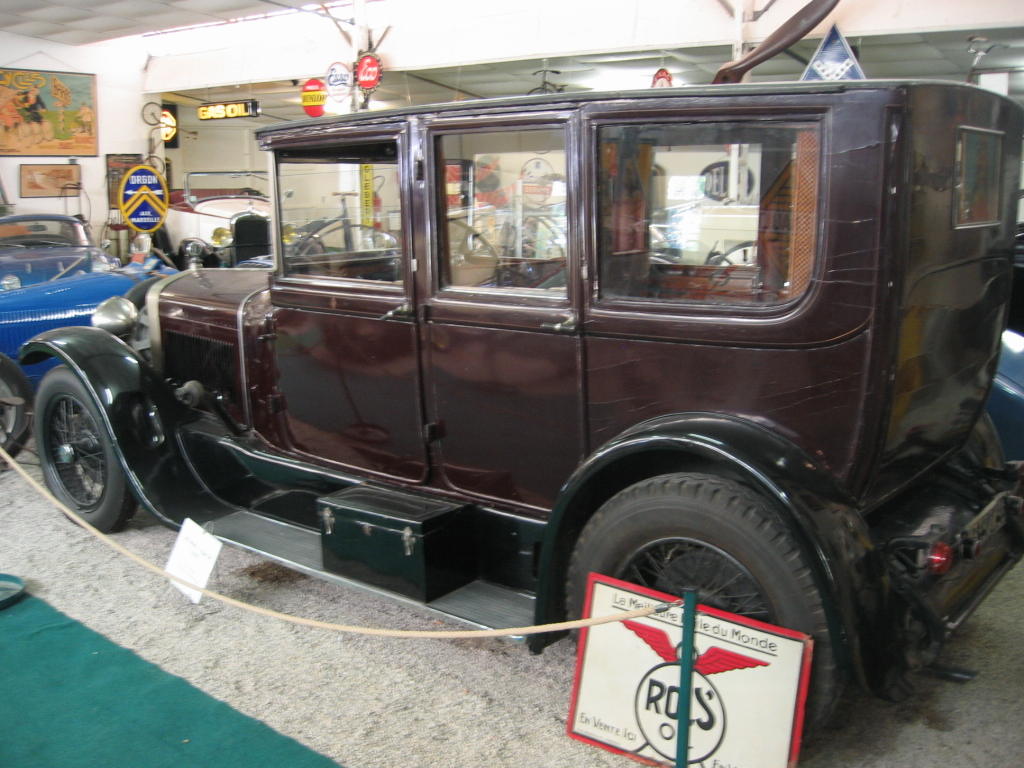
Delage DI

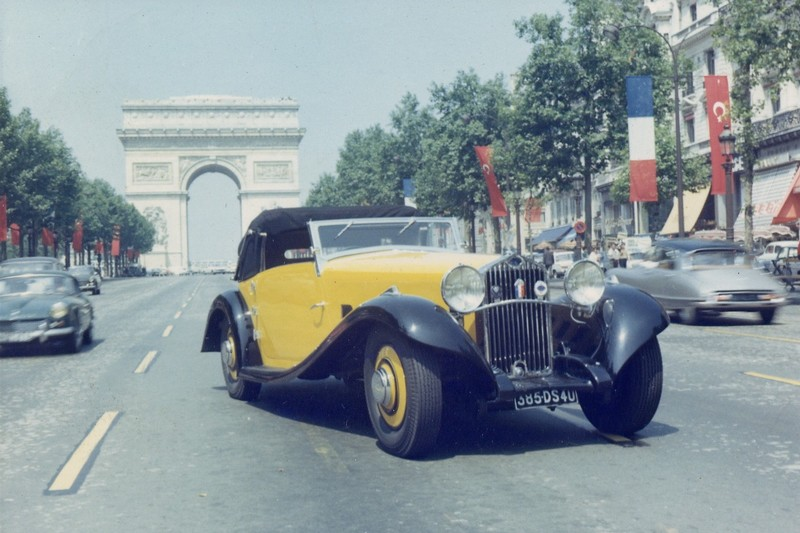
Delage D8 S Pourtout 1933

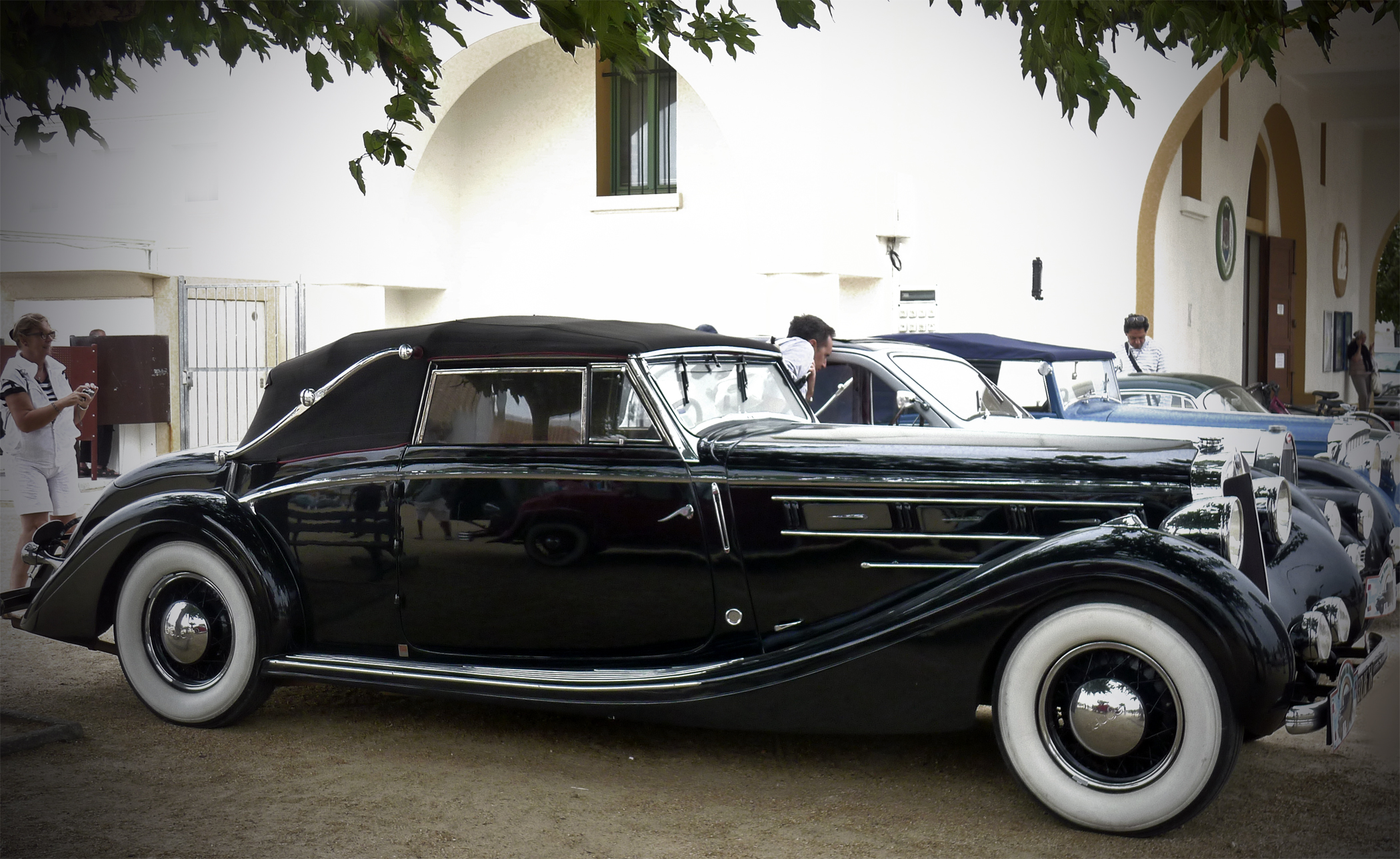
Delage D6

Al año siguiente, el nuevo DI de 14 CV,  equipado con un motor de cuatro cilindros y 2121 cc (75 por 120 mm) también con válvulas en cabeza, disponía de ignición por magneto, refrigeración por termosifón, caja de cambio de cuatro velocidades y carburadores Zenith. En el otro extremo de la gama, el modelo GL (Grand Luxe), también conocido como el 40/50, reemplazó al CO2, siendo equipado con ignición por magneto y un motor de seis cilindros con válvulas en cabeza y 5344 cc (90 por 140 mm).
En 1923 se produjo un deportivo para ascensos, con el chasis de un DI, neumáticos y ruedas más grandes, y el bloque motor de un CO de 5107 cc (85 por 150 mm) dotado de tres carburadores Zenith. Delage cosechó  con este coche notables éxitos en La Turbie y en el Mont Ventoux. A este coche se le unió un V12 de 10.688 cc (90 por 140 mm), que batió el récord de la subida al Gaillon, con Thomas al volante. El propio Thomas establecería el récord mundial de velocidad en Arpajon con este coche,  dejándolo en 230.52 km/h en 1924. El modelo de 1925 se equipó con un motor de seis cilindros y 5954 cc (95 por 140 mm), utilizando de nuevo el bloque del GL con cuatro válvulas por cilindro y doble árbol de levas en cabeza. Conducido por Divo, batió el récord de la ascensión al Mont Ventoux en su debut. El coche fue destruido por el fuego en la prueba disputada en Phoenix Park en 1934.
El modelo DIS de 1924 y de 1925 DIS, con una batalla de 3 m, cambió la fijación de ruedas tipo Rolls-Royce por unas del sistema Rudge, mejores levas y válvulas más grandes. El DIS de 1925 y 1926 disponía de la misma batalla. Algunos de estos coches fueron carrozados por Kelsch. El DIS pasó a ser la Serie 6 en 1927, incorporando la ignición por bobina y una bomba de agua.
En 1926, Delage introdujo el DM, con un motor de seis cilindros y 3182 cc (75 por 120 mm), convirtiéndose en el modelo emblemático de la marca. Su motor de alto rendimiento disponía de válvulas gemelas con muelles y levas calientes, así como de otras mejoras. También apareció brevemente el modelo DR, pudiendo elegirse entre los motores de 2.2 y 2.5 litros con válvulas laterales.

## Competición

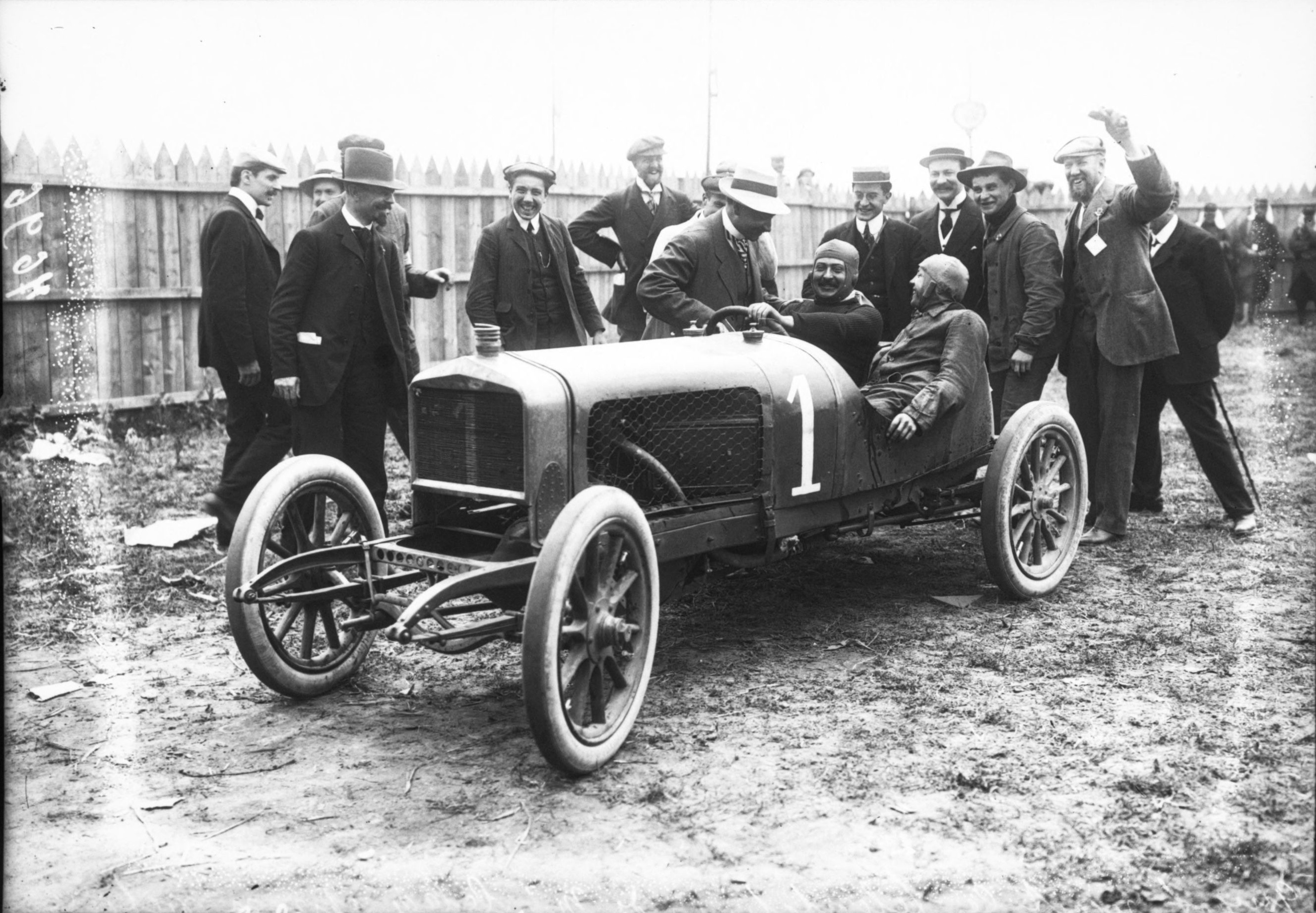
Albert Guyot, vencedor del GP de voiturettes de Dieppe 1908

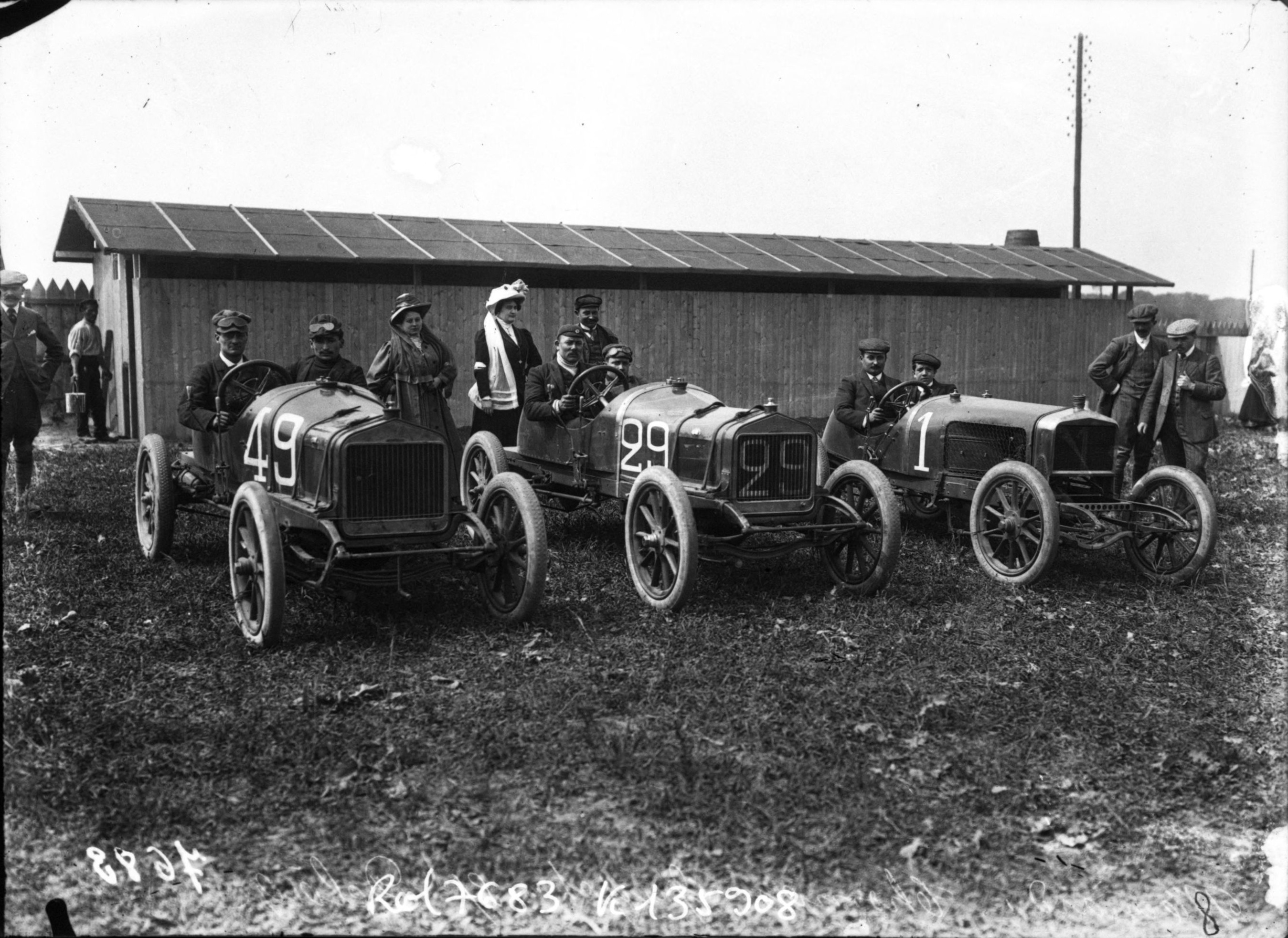
Lucas-Bonnard, René Thomas y Albert Guyot en el Gran Premio de Voiturettes de Dieppe en 1908, con sus Delage

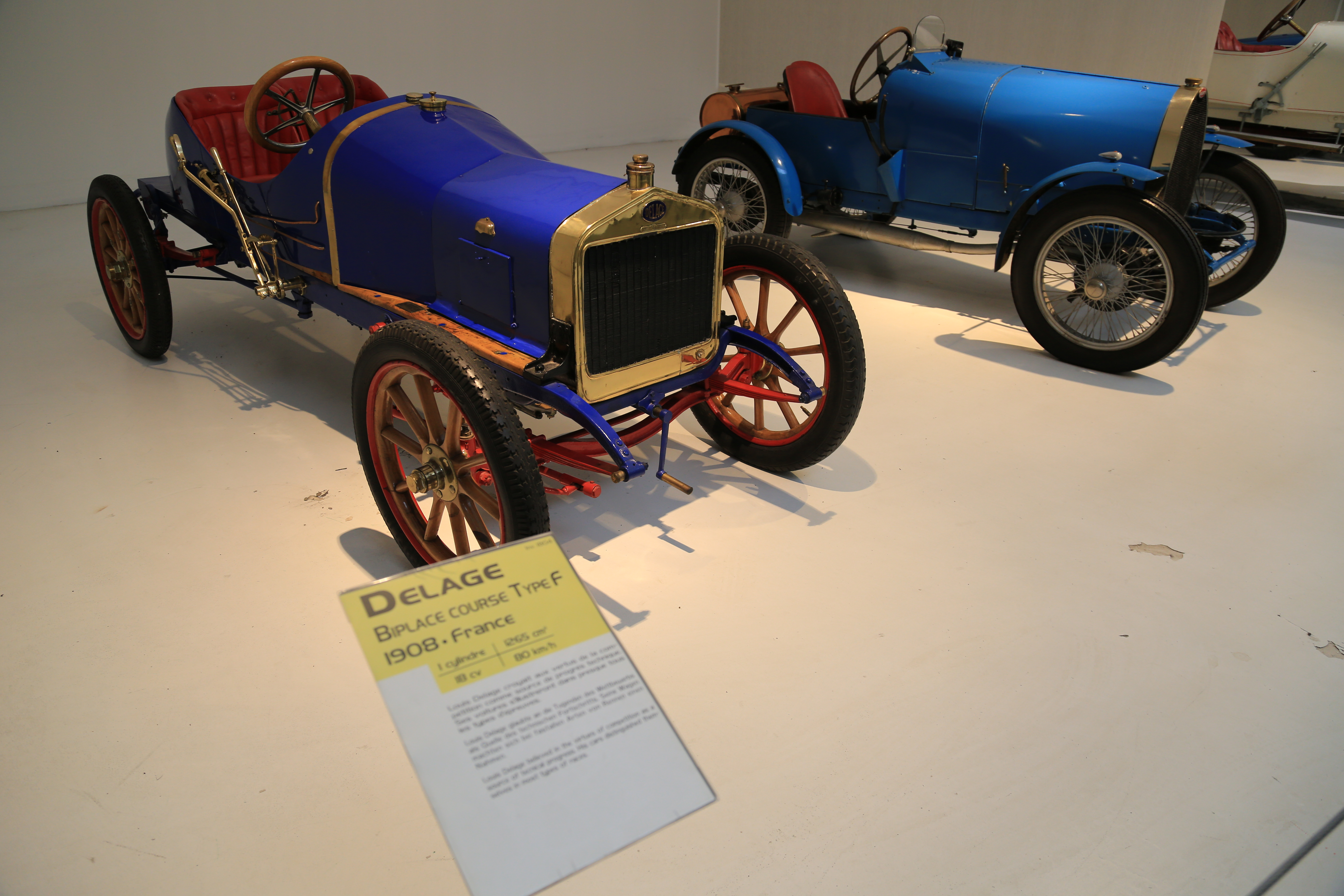
Delage de competición (1908)

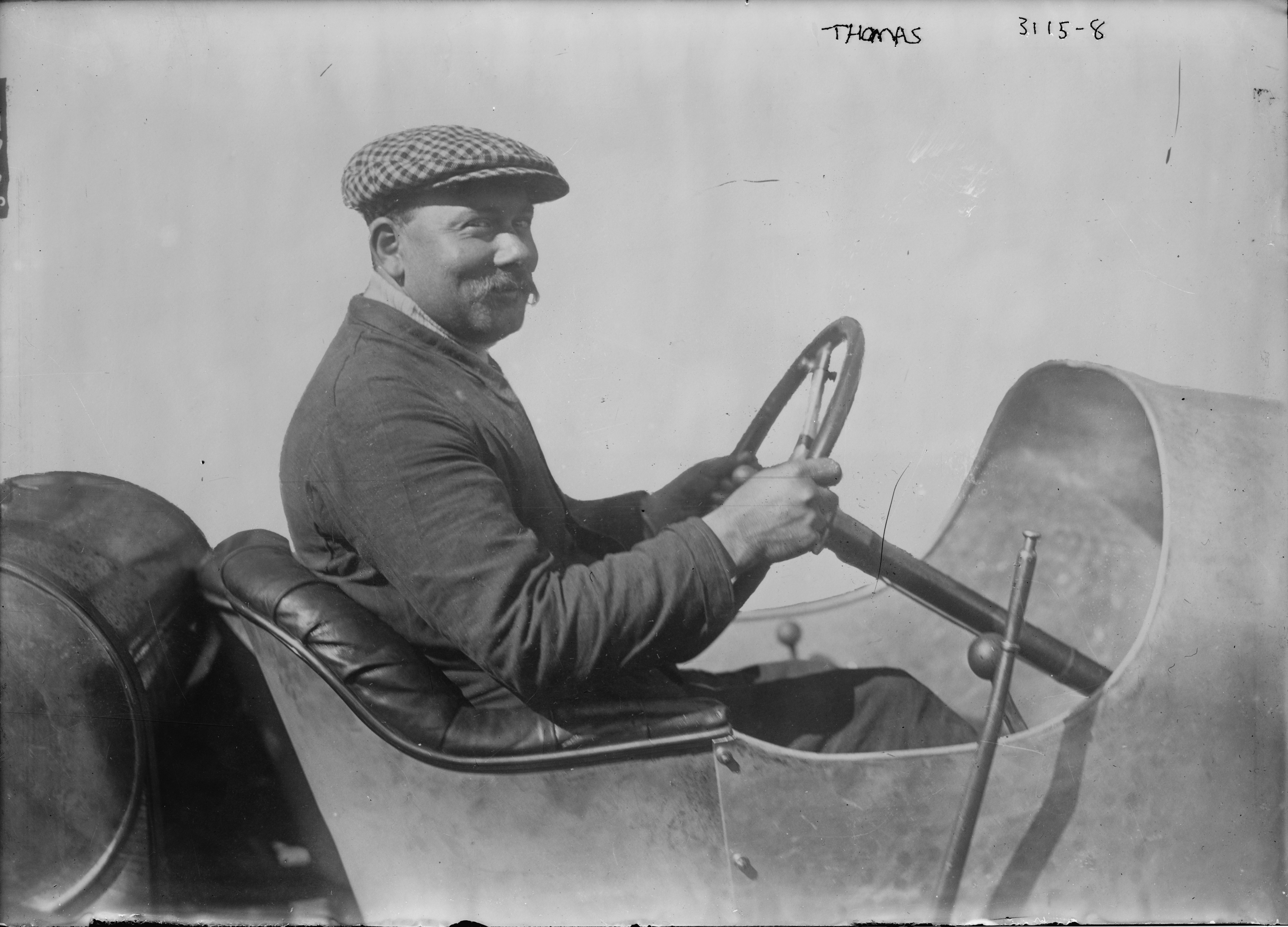
René Thomas en las 500 Millas de Indianápolis 1914

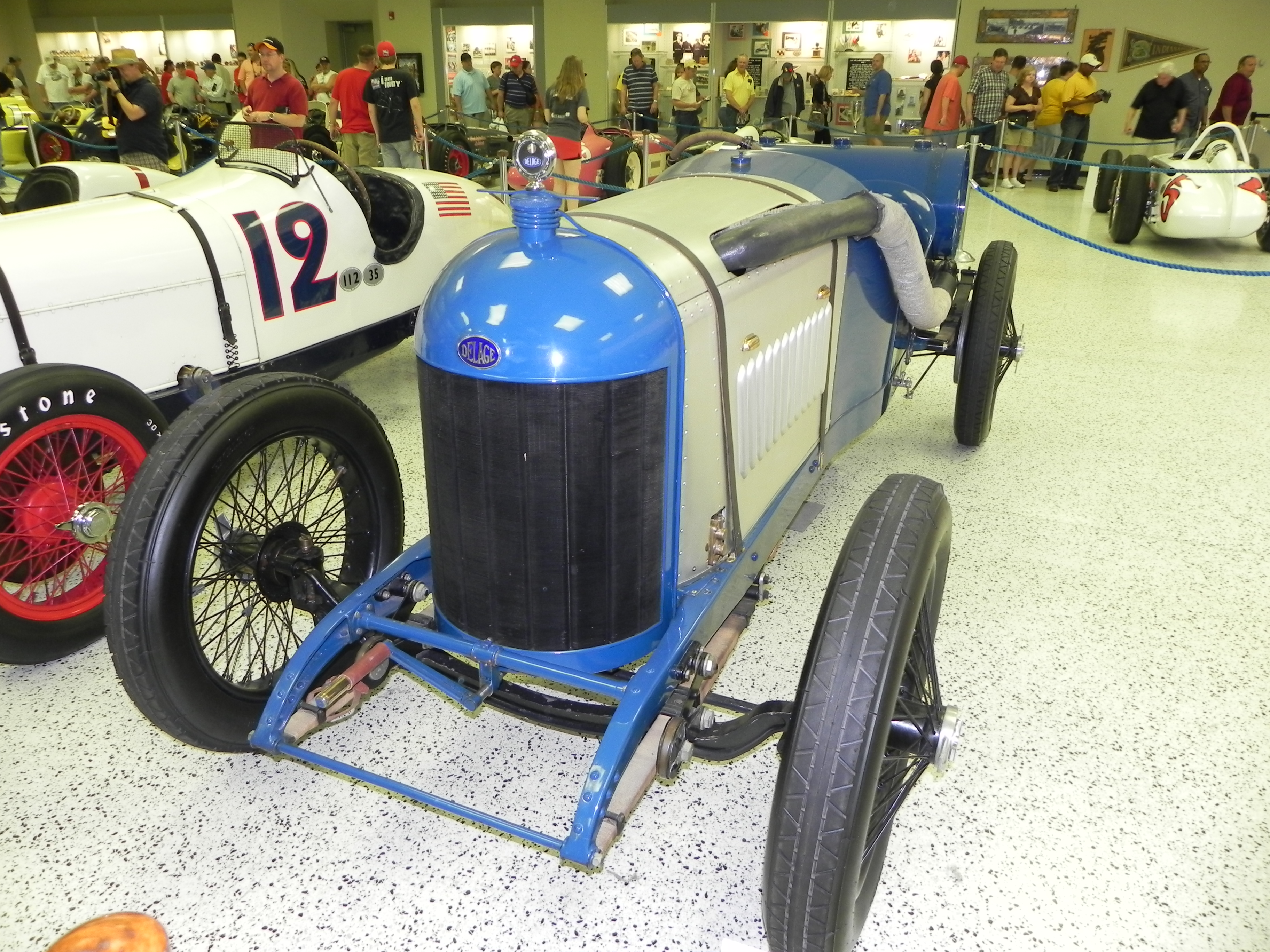
El Delage de Thomas en el Motor Speedway Hall of Fame Museum

Delage participó en 1911 en la Coupe de l'Auto en Boulogne con un vehículo de 50 CV,  proporcionados por un motor de cuatro cilindros y 2996 cc (80 por 149 mm) con dos válvulas por cilindro. Una caja de cambios de cinco velocidades le permitía alcanzar una velocidad de unos 100 km/h. Cada una de las cuatro voiturettes cargaba 120 litros de combustible,  evitando la necesidad de repostar. Paul Bablot, piloto de la fábrica, ganó la prueba a una velocidad media de 88.8 km/h, con 1m y 11s de ventaja sobre el Peugeot de Boillot , seguido por Thomas en un segundo Delage; haciendo que la marca también ganase el premio por equipos.
Delage inició su andadura en los Grandes Premios corriendo en 1912, con un automóvil diseñado por Léon Michelat, impulsado por un motor de cuatro cilindros y cuatro válvulas por cilindro, de  6235 cc (105 por 180 mm) y 118 CV. Utilizaba una caja de cambios de cinco velocidades,  y un depósito con capacidad para 200 litros de combustible. Se construyeron tres coches para el Gran Premio de Amiens (de 916 km), aunque solo dos fueron inscritos, con Bablot y Guyot. Aquella edición, el Delage de Bablot fue el coche más veloz en el campo, completando una vuelta con una media de 123.3 km/h, pero Guyot quedó en desventaja por un pinchazo, y la carrera fue para Peugeot, mientras que los dos Delage eran cuarto y quinto. En el Gran Premio de Francia,  Delage situó a Bablot primero y a Guyot segundo, por delante del Mercedes GP 1908 de Pilette, de Salzer con otro Mercedes. Duray, con el tercer Delage, fue quinto.
En 1913, el tipo nuevo Y marcó la vuelta más rápida en el Gran Premio de Francia disputado en Le Mans, y en 1914, este mismo coche ganó las 500 Millas de Indianápolis, con René Thomas al volante. Thomas, Guyot, y Duray regresaron al Gran Premio de Francia con un vehículo equipado con un motor de 4 litros, un doble árbol de levas en cabeza y sistema de válvulas desmodrómico, carburadores gemelos y caja de cinco velocidades. El nuevo diseño se mostró poco fiable enseguida, y solo pudo acabar la carrera Duray, en octava posición.
En 1914, Delage se centró en la competición, creando el tipo O para el Gran Premio de Lyon, mientras al mismo tiempo se orientaba hacia el mercado de lujo, lanzando un modelo de prestigio con un motor de 6 cilindros. Esa temporada, el calendario de carreras se vio severamente disminuido por el inicio de la Primera Guerra Mundial.

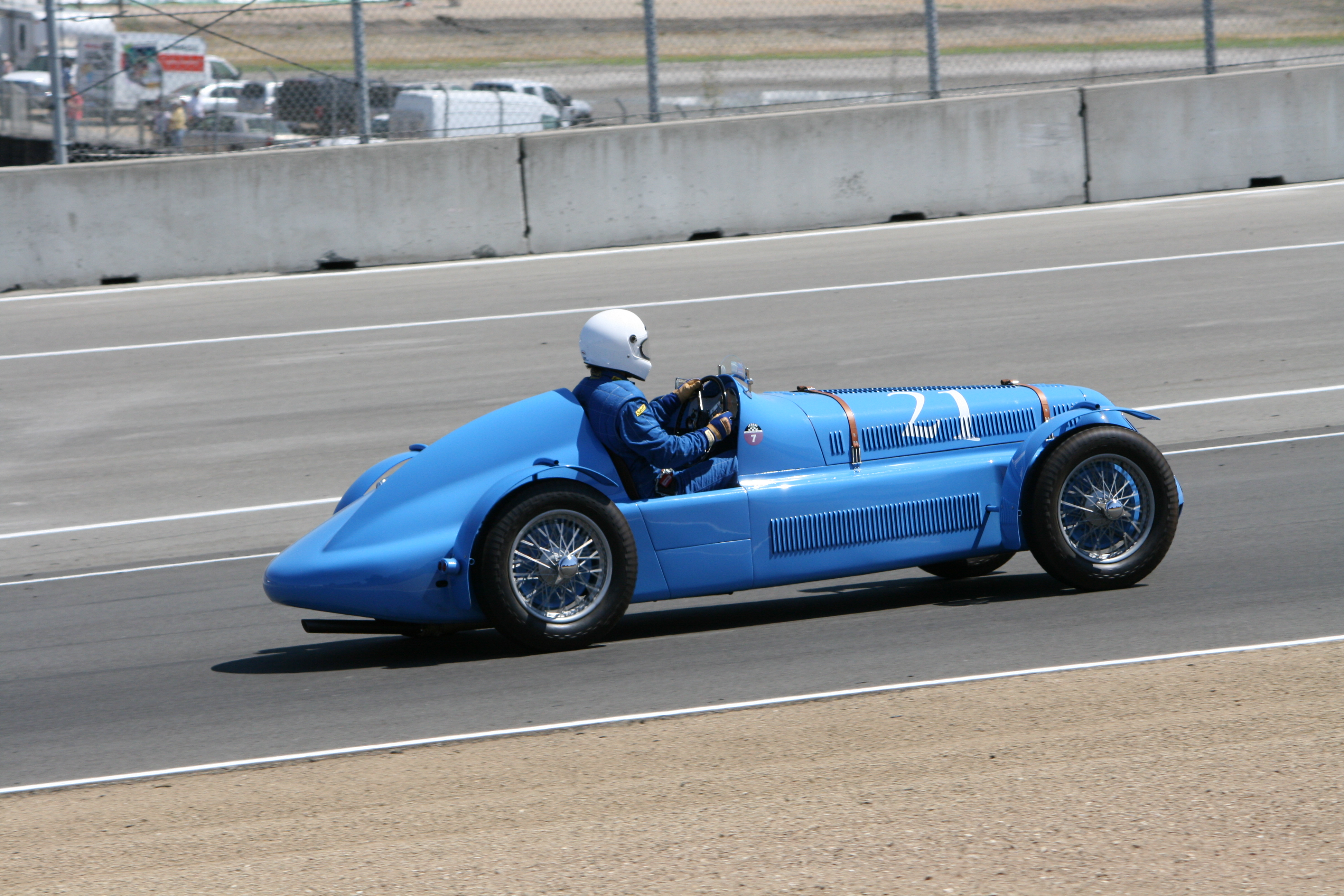
Delage D6

En 1923, Louis Delâge regresó a la competición con el innovador motor de 12 cilindros y 2 litros, tipo 2 LCV. Este coche ganó el Gran Premio de Europa de 1924 disputado en Lyon y el Gran Premio de la ACF de 1925  en Montlhéry. El DH de 12 cilindros (10,5 litros) de 1924 batió el récord mundial de velocidad, con un registro de 230 km/h. Un Delage 155 B ganó el primer Gran Premio de Gran Bretaña en 1926, conducido por Louis Wagner y Robert Senechal. La producción de coches continuó con el DI y el DI S SS. El modelo DM evolucionó al DMS y al DML, equipados con un motor de 6 cilindros  y 3 litros diseñado por Maurice Gaultier.
El esfuerzo de Delage en el Grand Prix se materializó en el diseñó de un motor V12 de 1984 cc (51.3 por 80 mm) con cuatro árboles de levas en cabeza, y 110 CV de potencia. El coche, conducido por Thomas, quedó fuera del Gran Premio de Francia en 1923, pero se comportó bastante bien en el grueso de las temporadas de 1923 y 1924. Dotado de sobrealimentación en 1925, sus 195 CV le permitieron imponerse en Montlhéry y en Lasarte, probando ser tan rápido como el Alfa Romeo P2, aunque raramente se enfrentaron directamente. Este coche se sustituyó en 1926 por un diseño de Lory, con un motor de ocho cilindros en línea sobrealimentado de 1.5 litros y doble árbol de levas en cabeza, que rendía 170 CV y podía alcanzar 210 km/h. Fue la última presencia de Delage en el Grand Prix.

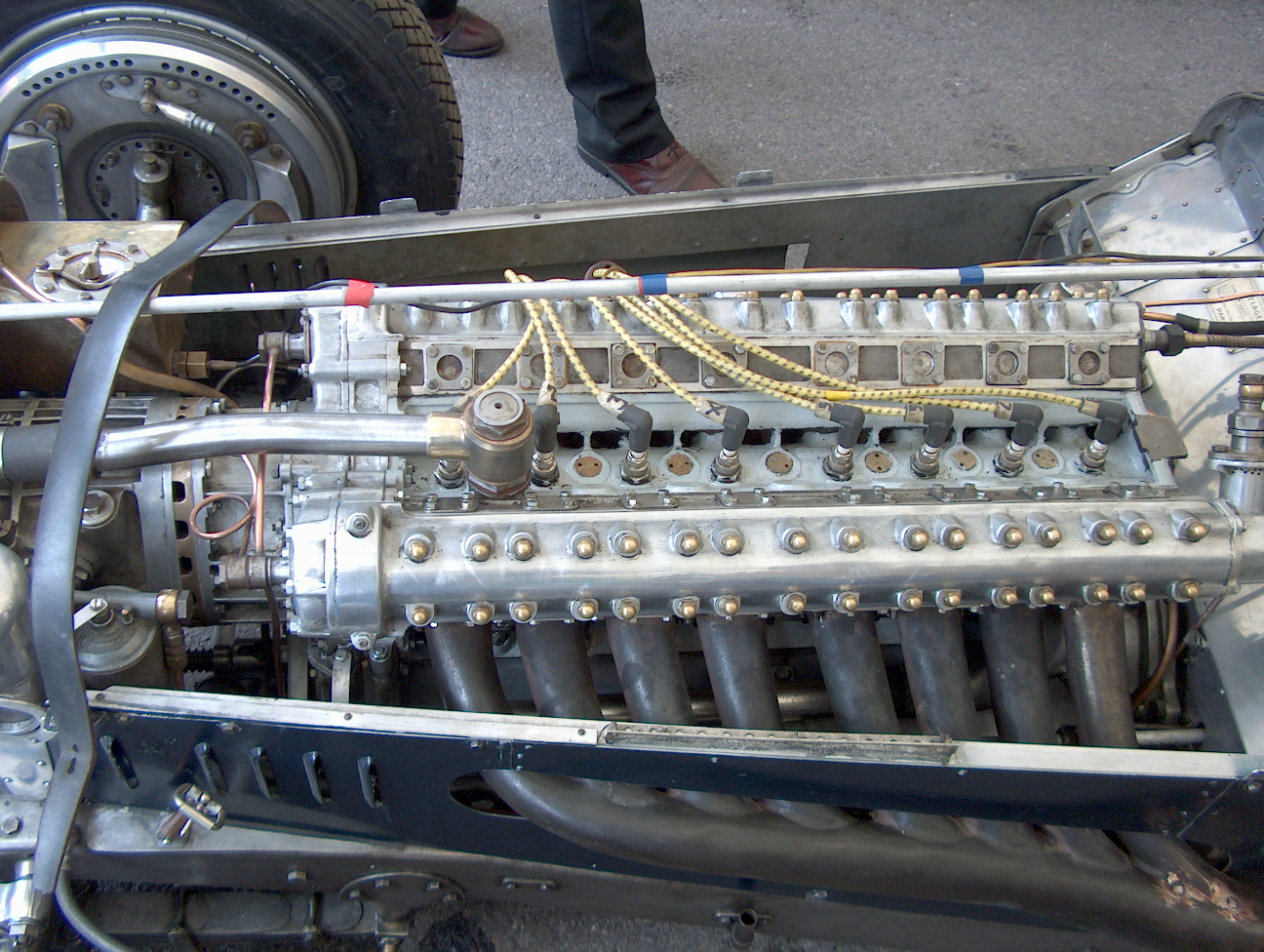
Un motor de competición Delage sobrealimentado de 8 cilindros en línea

Siempre apasionado por las carreras, Louis Delâge diseñó un coche con un motor de 8-cilindros y 1500 cc, el tipo 15 S 8. Este vehículo ganó cuatro Grandes Premios en Europa en 1927, y Delage ganó el Campeonato Mundial de Fabricantes de la AIACR.
Un D6 con motor de 2988 cc ganó en 1938 el Tourist Trophy en Donington Park, y quedó segundo en Le Mans. En 1938, un único coche V12 fue trágicamente destruido por el fuego en el Trofeo Internacional en Brooklands, cuando se preparaba para competir en Le Mans.
Tras la Segunda Guerra Mundial, sus  mejores resultados fueron dos segundos puestos en Le Mans 1949 y en el Gran Premio de París de 1950.

## El D6 y el D8: la era clásica
El año 1930 vio el lanzamiento del Delage D6 de 6 cilindros, el buque insignia de la gama del fabricante automovilístico hasta 1954.
Para 1930, Maurice Gaultier diseñó un motor de 8 cilindros en línea y 4061 cc, evolucionando el tipo D8 hacia el tipo D8 S (S de sport, deportivo).

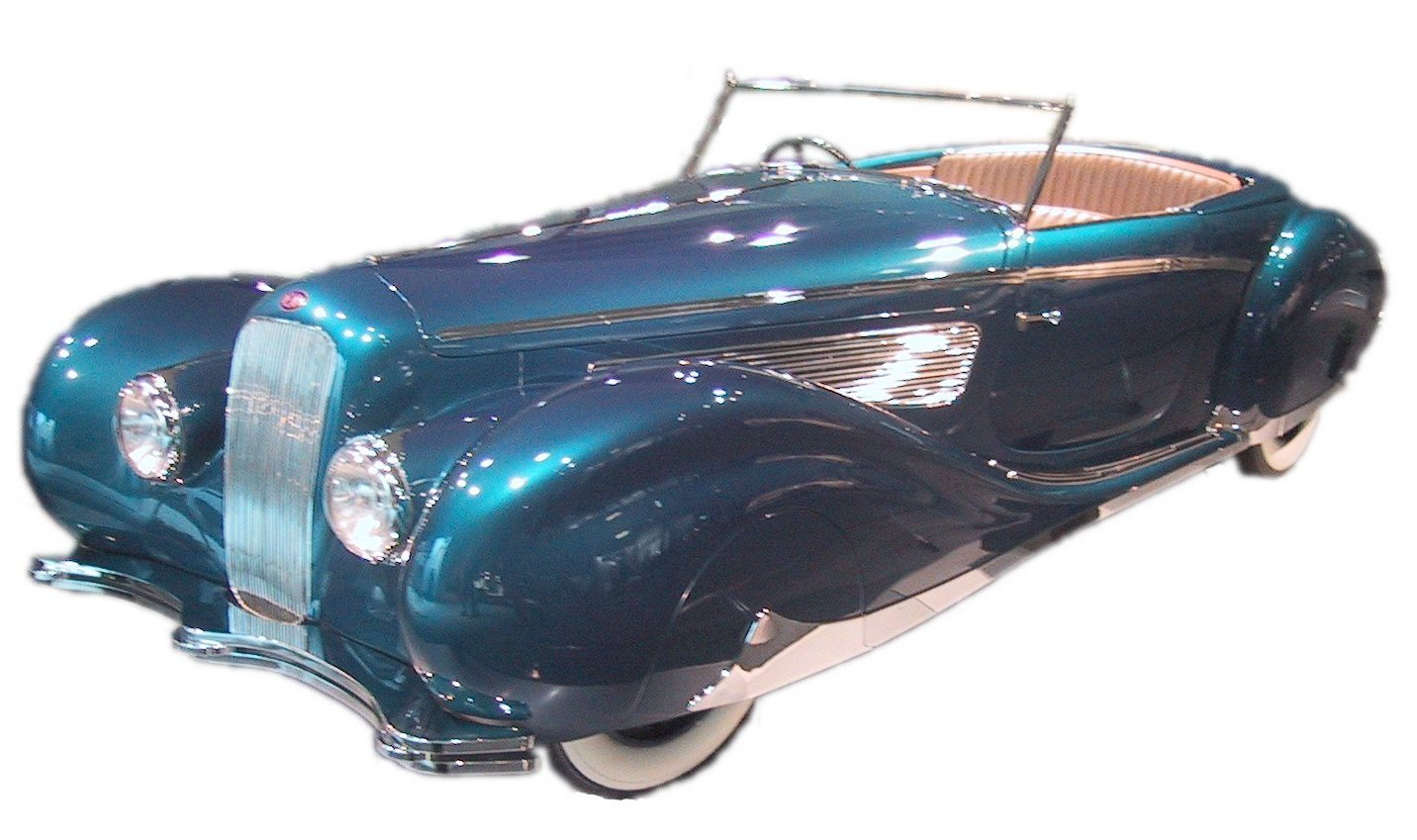
Delage D8 (1939)

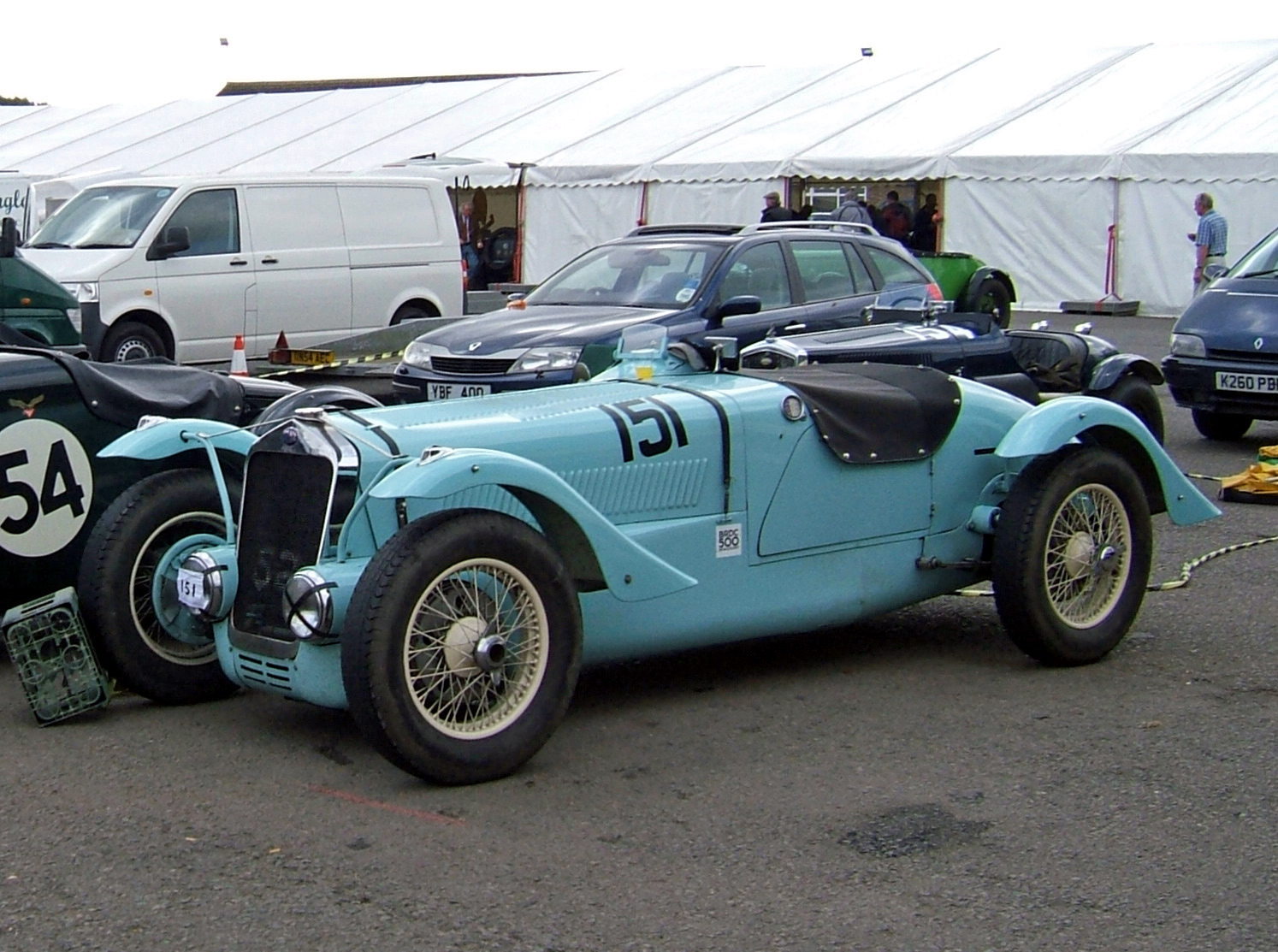
Delage TT (Tourist Trophy);

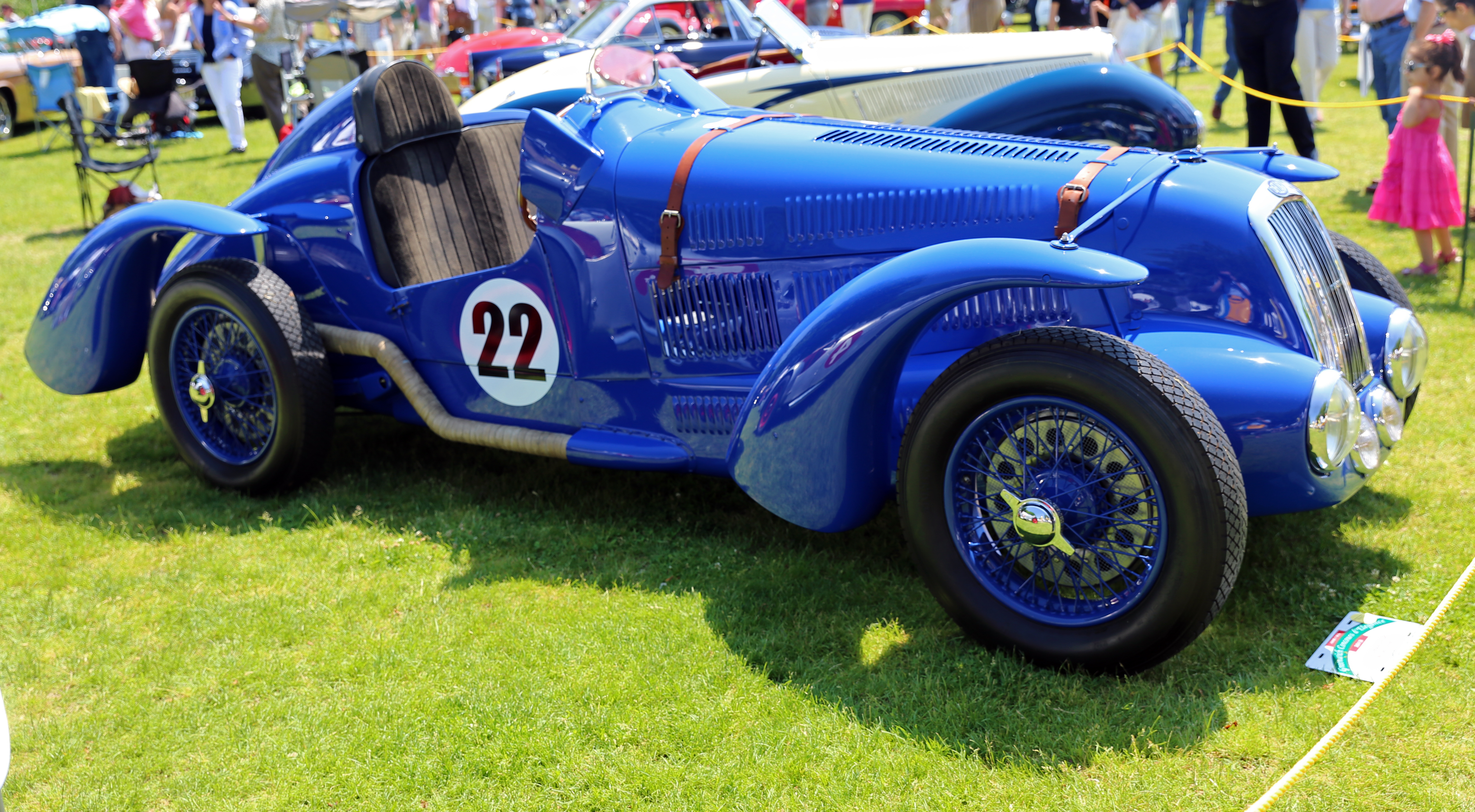
Delage D6 Grand Prix (1939)

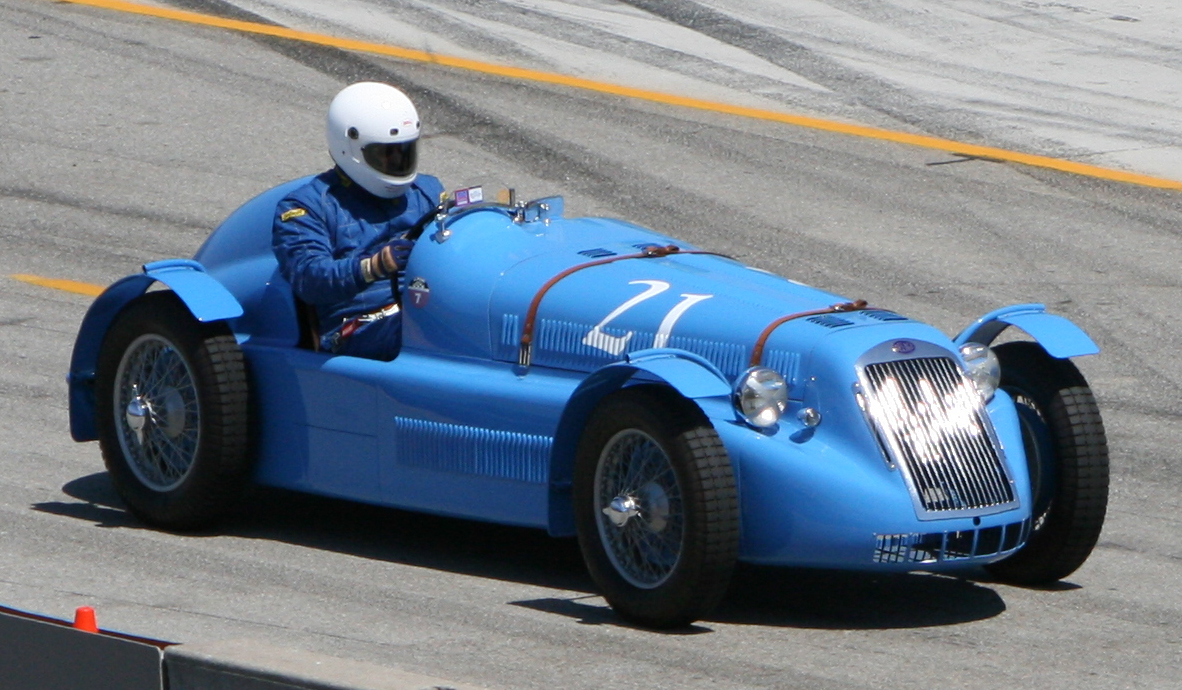
Delage D6 Grand Prix (1946)

El D8 era el máximo exponente de la marca. Se ofrecía con distintas batallas: "S" o "C" (3300 mm), "N" (3600 mm), y "L"  (3600 mm), todos propulsados por un motor de 4061 cc (77 por 109 mm) de ocho cilindros en línea, que era capaz de alcanzar 137 km/h. Delage continuó la expansión de la gama en 1932 con el Grand Sport, con dos batallas (3100 mm y 3300 mm en 1934) y capaz de alcanzar 160 km/h.
Pero el efecto de la crisis económica de 1929 hizo que los fabricantes de coches de lujo en todo el mundo vieran mermadas gravemente sus ventas, y la situación comercial y financiera de la empresa fue mal afrontada. En 1932, Delage introdujo el tipo D6-11 (6 cilindros y 2101 cc), y dos años más tarde el nuevo Delage tipo D8-15 (8 cilindros y 2768 cc). Estos dos modelos, equipados con suspensión delantera independiente no incrementaron las cifras de ventas. La suspensión delantera independiente por barra y horquilla procedía de un sistema con licencia Studebaker.
El D6s compartía el diseño de suspensión delantera con los Delahaye, pero disponía de accionamiento hidráulico de frenis en vez del sistema de cables de los Delahaye. También compartía la caja de cambios Cotal con el D8. El D6/70 de 1936 era propulsado por un motor de seis cilindros y 2729 cc (80 por 90.5 mm); el D6/75 de 1938 por uno de seis cilindros y 2.8 litros, y el D8/3L Olympic de la posguerra por uno de seis cilindros y 3 litros. En la parte baja de la gama estaba disponible un modelo con motor de cuatro cilindros y 1.5 litros, comercializado hasta 1936.
Las tensiones financieras nunca desaparecieron, y durante la primavera de 1932 Louis Delâge tenía que devolver un préstamo de 25 millones francos con el que se había financiado el utillaje necesario para poner en producción el D6. En esta época también había negociado la utilización de la red comercial y de servicios de Peugeot.
Estas negociaciones no llegaron a ninguna parte, y los contactos con otros posibles socios para salvar la empresa también quedaron en nada. Además, estaban los problemas matrimoniales de Louis Delâge que impactaron sobre sus finanzas personales, a pesar de que la venta  de su lujosa casa en los Campos Elíseos mejoró su situación económica a corto plazo.
Los últimos modelos producidos en la fábrica de Courbevoie fueron los tipos D6-65, D8-85 y D8-105, diseñados por el ingeniero Michelat. El 20 de abril de 1935 la fábrica de Courbevoie fue liquidada voluntariamente.
Pero Louis Delâge no admitiría la derrota, y con la ayuda de un hombre de negocios llamado Walter Watney creó la Société Nouvelle des Automóviles Delage (SAFAD) para comercializar coches Delage producidos en Delahayes. Esta sociedad creó los modelos con motor de  4 cilindros DI 12 y D8 120, así como el D6 70 de 6 cilindros. Watney controlaba la empresa como presidente de la SAFAD, pero al ser ciudadano británico, en junio de 1940 se vio obligado a salir de París cuando el Ejército alemán invadió Francia al comienzo de la Segunda Guerra Mundial. Watney se quedó en Francia, en su villa en Beaulieu, hasta el fin de 1942 (después de que los alemanes habían completado su ocupación), pero ya en diciembre de 1940 la presidencia del negocio había pasado directamente al control de Delahaye. En cualquier caso, desde el estallido de la guerra Delage había estado en gran parte inactiva, a pesar de que se emprendieron los trabajos en un proyecto para reemplazar el motor de seis cilindros del tanque Hotchkiss H39  con la unidad más potente de 8 cilindros del Delage D8 120.

## Motores de competición aérea
Delage produjo al menos dos tipos de motores de competición aérea durante el comienzo de la década de 1930. El Delage 12 CED propulsaba el aeroplano Kellner-Béchereau 28VD, aspirante a competir en 1933 en la Copa Deutsch de la Meurthe. Desafortunadamente, la aeronave se estrelló durante las pruebas de calificación para la carrera el 12 de mayo de 1933. El segundo tipo de motor, el Delage 12 GV, sigue siendo un misterio, con muy poca información disponible sobre el mismo.

## Después de la Segunda Guerra Mundial

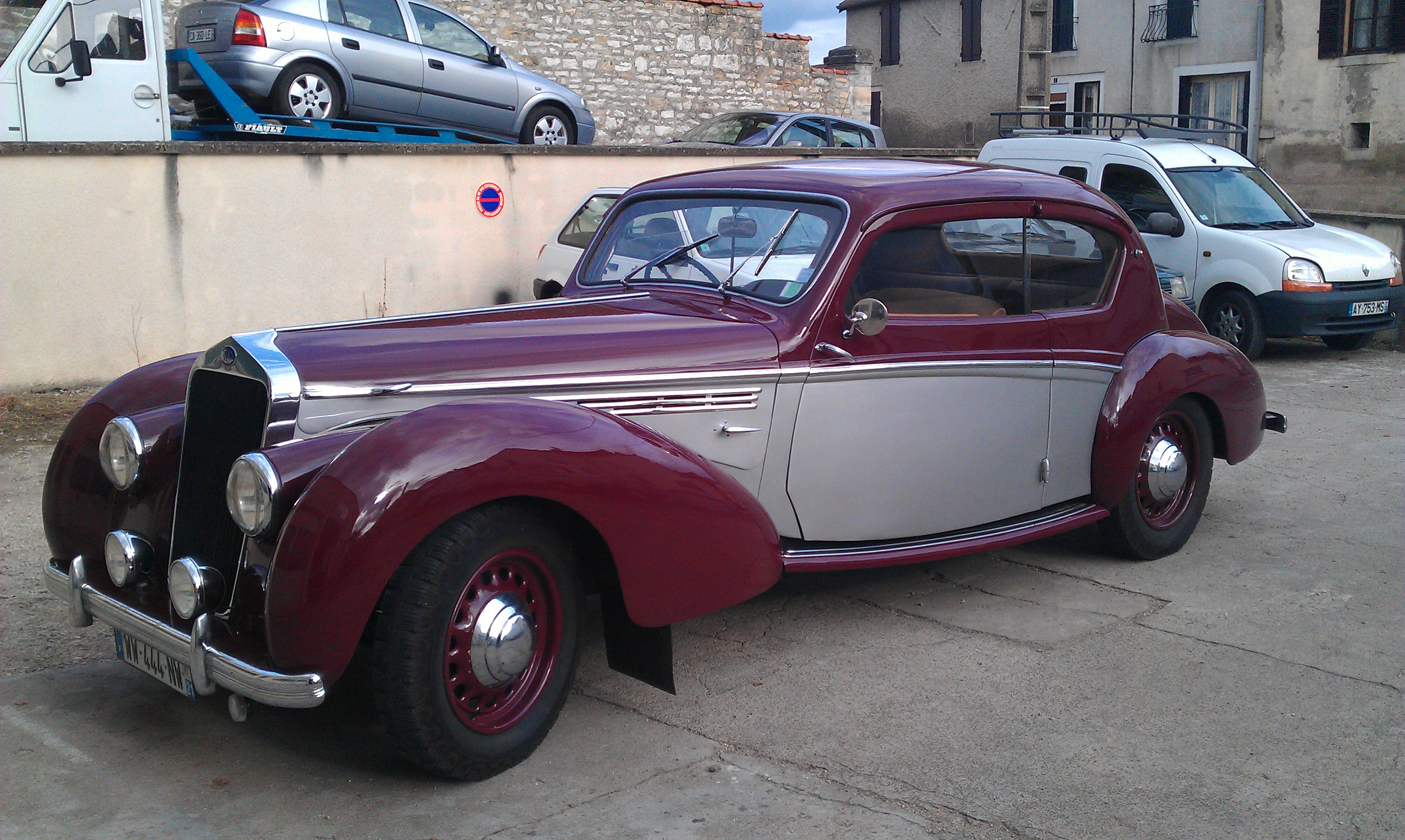
Delage D6-70 (1947)

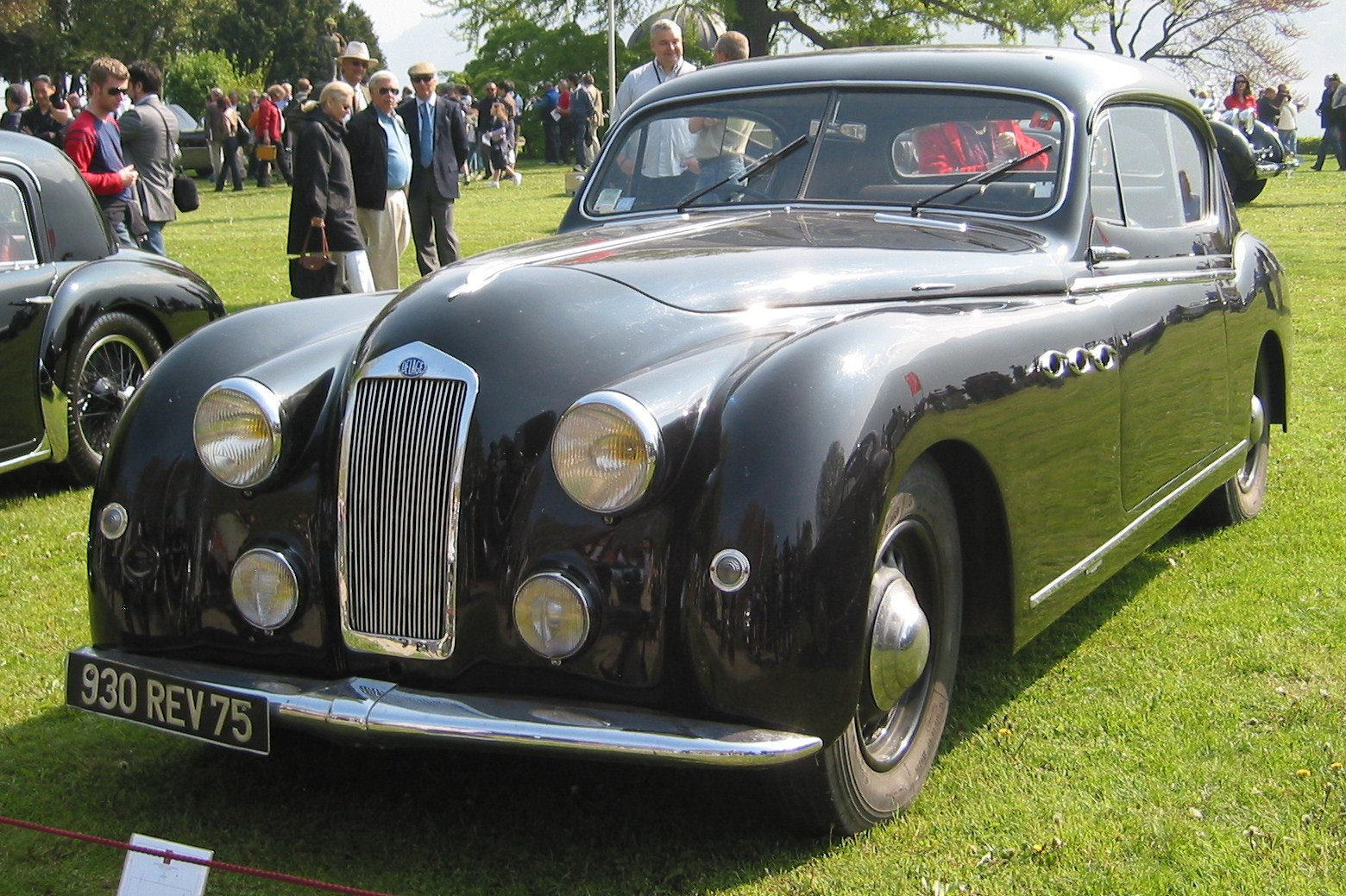
Delage D6 3 Litros, carrozado por Letourneur & Marchand (1947)

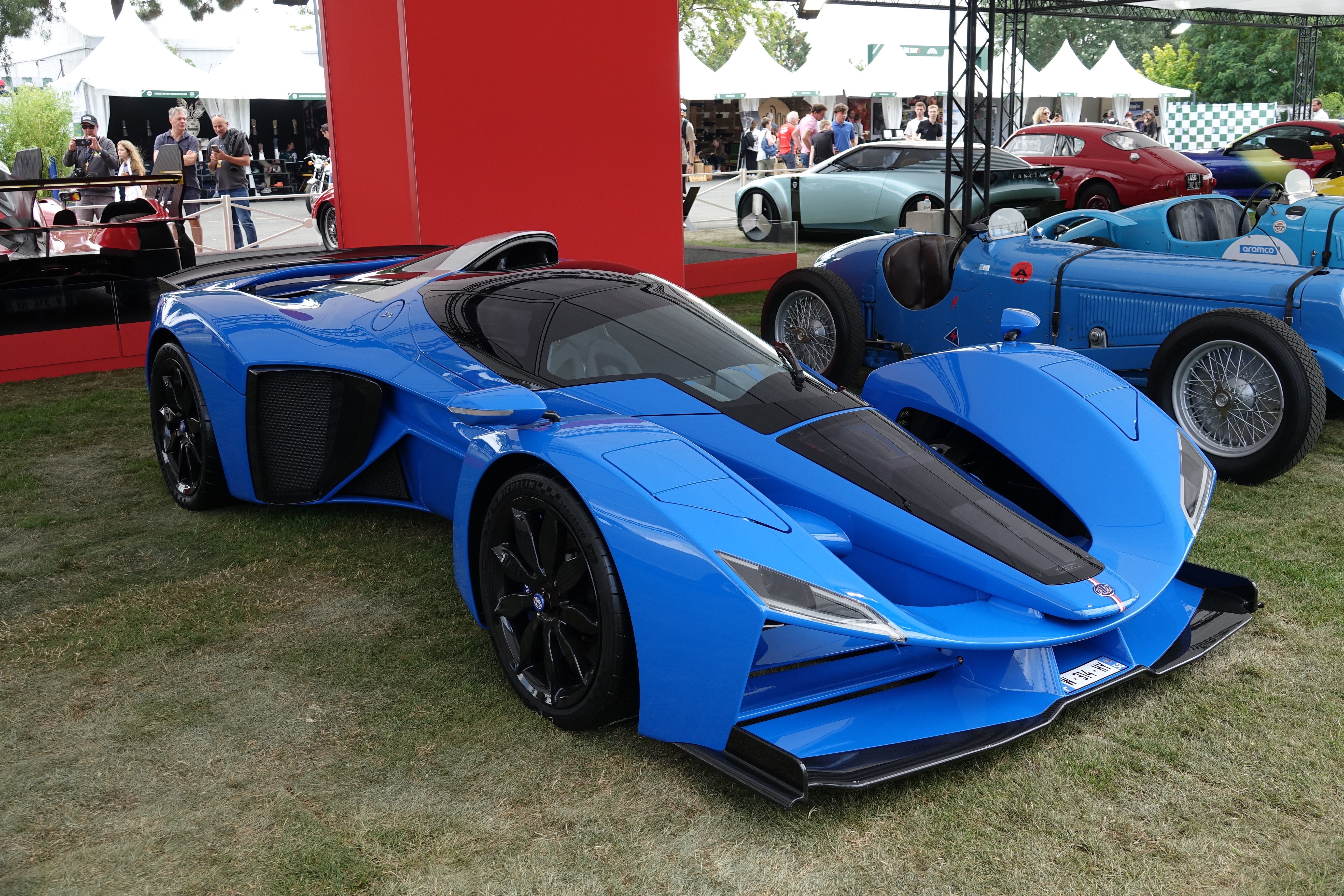
Delage D12

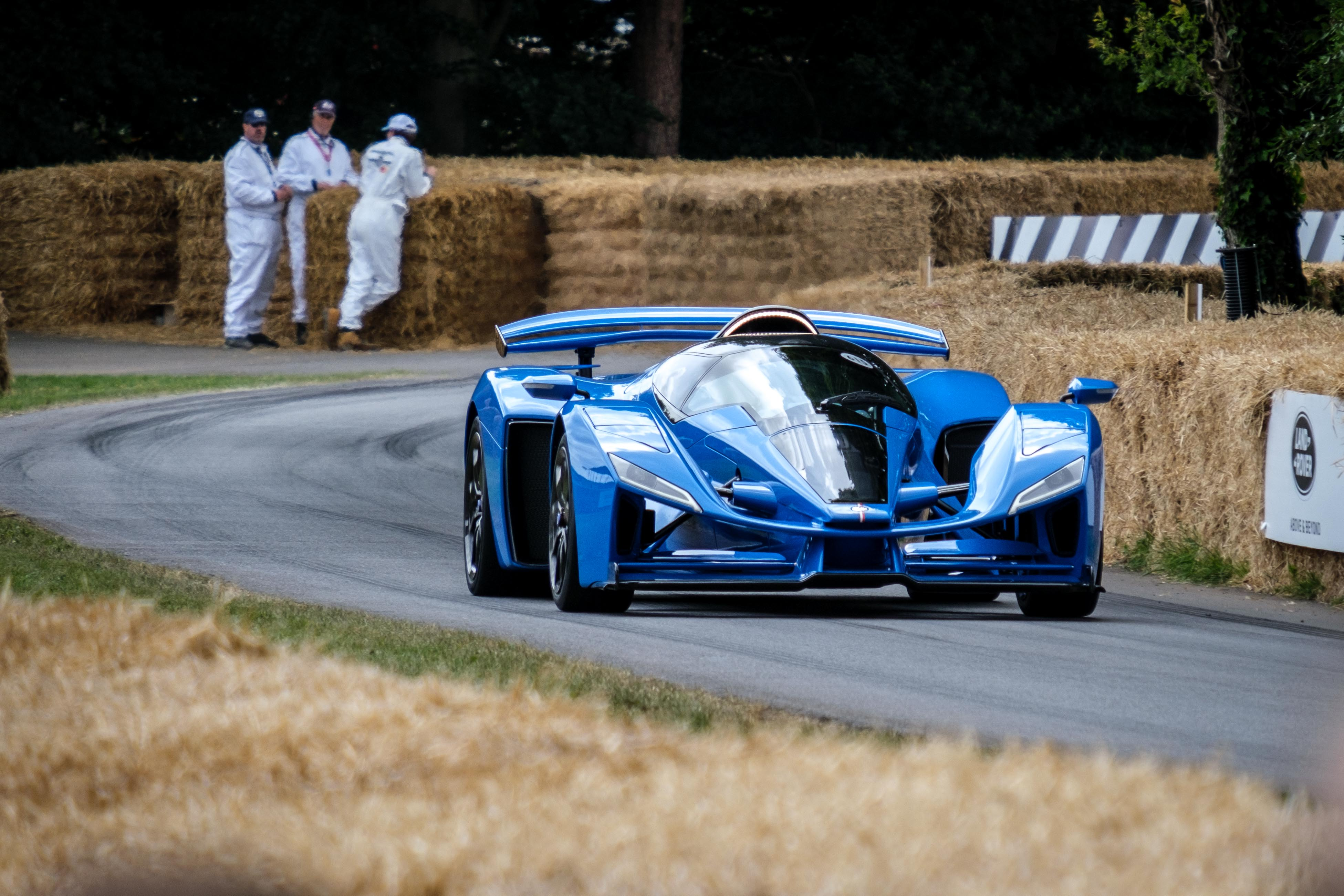
Delage D12

El prototipo de una gran limusina, la Delage D-180,  apareció en el Salón del Automóvil de París  de 1946, pero se hizo evidente que no se había previsto ningún desarrollo posterior del proyecto, y al año siguiente el gran prototipo desapareció para siempre. En la edición de 1947 únicamente se exhibió un modelo, el Delage D6, con motor de seis cilindros y 3 litros, que hubiera resultado familiar a cualquiera que hubiera visto los Delage de 3 litros  de los años 1930. El coche se ofrecía con carrocerías de empresas como Chapron, Letourner & Marchand y Guilloré. Se produjeron  distintos cupés y cabriolets basados en el D6. Tanto Guilloré como Chapron ofrecieron un gran sedán. Ambos eran extraordinariamente similares, coches de seis vanos y cuatro puertas, con conservadoras formas al estilo de 1930. Algo más que tenían en común eran las inesperadamente angostas puertas traseras, producto de la combinación de un cuerpo largo, una larga parte trasera inclinada y una relativamente corta batalla procedente del chasis del D6. Una versión especial de mayor batalla se lanzó en 1952. Carrozada por Guilloré, fue utilizada por el presidente de la Asamblea Nacional de Francia, Edouard Herriot.
No obstante, estos eran tiempos difíciles  para los fabricantes de coches de lujo en Francia, y las cifras de la compañía se registraron conjuntamente con las de Delahaye. El propio Louis Delâge, que había vivido en la pobreza y en un aislamiento casi monástico desde la bancarrota de 1935, había impulsado la transferencia de su compañía a Delahaye. Fallecido Delâge en diciembre de 1947, durante los años siguientes acabó desapareciendo la poca autonomía residual que el negocio había disfrutado. El aumento de los impuestos al automóvil, con una prohibitiva fiscalidad para los coches con motores de más de 2 litros a partir de 1948, combinado con las condiciones económicas deprimidas de la Francia de postguerra, contribuyó a crear un mercado muy difícil para los fabricantes de automóviles de lujo. En 1950 Delahaye produjo 235 coches, incluyen seguramente un número significativo de Delages. En 1951 la  cifra de producción combinada de las dos marcas se desplomó a 77, y en 1952  se redujo a 41. La producción de la marca Delage se dio por finalizada definitivamente en 1953. 
Delage fue absorbida por Hotchkiss junto con Delahaye en 1954, terminando entonces la fabricación de sus automóviles.
En octubre de 2019, la asociación “Les Amis de Delage”, creada en 1956 y propietaria de la marca Delage, anunció la refundación por parte del empresario francés Laurent Tapie de la empresa Delage Automobiles con la creación de un superdeportivo francés denominado Delage D12 cuya producción se anuncia. Limitado a 30 copias. Su producción comienza a finales de 2023 y las primeras entregas del D12 están previstas para finales de 2024.

## Modelos
- Delage CO (1918, 6 cil, 4524 cc)
- Delage DI (1920, 2,121 cc)
- Delage CO2 (1921)
- Delage 2 LCV (1923, 12 cil, 2L)
- Delage GL (5954 cc)
- Delage DE
- Delage DH (12 cil DH, 10,5L)
- Delage DI S
- Delage DI SS
- Delage DMS (6 cil, 3L)
- Delage DML (6 cil, 3L)
- Delage 15 S 8 (8 cil, 1500 cc)
- Delage GL (5,954 cc)
- Delage DM (6 cil, 3174 cc)
- Delage DR. (6 cil, 2516 cc)
- Delage D4 (4 cil, 1480 cc)
- Delage D6-11 (6 cil, 2101 cc)
- Delage D8-15 (2768 cc)
- Delage D6-65
- Delage D8-85
- Delage D8
- Delage D8 S (8 cil, 4061 cc)
- Delage D8-105
- Delage DI 12 (4 cil)
- Delage D8 120
- Delage D6 70 (6 cil)
- Delage D12 (12 cil)

## Volúmenes de producción
Durante sus años de independencia, Delage fabricó casi 40.000 coches en sus talleres de Levallois y de Courbevoie.   Después de que la producción de Delage fue asumida por Delahaye, se fabricaron aproximadamente otros 2000 coches con la marca Delage entre 1935 y 1940. Con el reinicio de la producción automovilística en la postguerra, se estima que Delahaye produjo unos 330 coches Delage  entre 1946 y 1953.